# جوایز دوریان

جوایز دوریان (انگلیسی: Dorian Awards) جایزه سالانه‌ای است که از طرف انجمن منتقدان گی و لزبین حوزه سینما، تئاتر و موسیقی (انگلیسی: GALECA) به فیلم‌هایی با محتوای دگرباشی جنسی اهدا می‌شود، این انجمن متشکل از بیش از ۱۰۰ روزنامه‌نگار، هنرمند و منتقد مستقل است. جوایز دوریان به افتخار اسکار وایلد نام‌گذاری شده و اشاره به رمان تصویر دوریان گری دارد.